# Pottelberg
Le Pottelberg, parfois nommé Potelbergh ou mont Potel, est un mont considéré comme le point culminant du pays des Collines au Hainaut. Situé dans la commune de Flobecq, son altitude est de 159 mètres.

## Toponymie
Le mot potel, ou potelle, évoque souvent un lieu où se trouve un indicateur de direction, un matériau artisanal ou une potence de justice.

## Géographie

### Situation
Situé à Flobecq, aux confins des provinces de Hainaut et de Flandre-Orientale, le Pottelberg se trouve à la limite des Ardennes flamandes. Près du sommet, le hameau de La Houppe est situé dans les zones forestières du Brakelbos (nl) et du Pottelbergbos (nl). Juste à l'est du Pottelberg se trouvent le Hoppeberg et le mont de Rhodes (nl). Le Pottelberg se trouve à l'intersection d'une crête allongée qui commence à l'ouest au mont de l'Enclus et d'une crête qui s'étend dans une direction nord-sud de La Croisette près d'Ellignies-lez-Frasnes au Pottenberg (nl) au nord.

### Hydrologie
Rejoignant le bassin de la Dendre, la rivière de l'Ancre prend sa source au Pottelberg.

### Flore
Le bois du Pottelberg, ou bois de la Houppe, fait environ 102 hectares et est classé par la Région wallonne depuis le 14 août 1988. Il abrite des hêtres, des chênes, des jacinthes des bois, de la callune.

## Histoire
Doté d'un relief boisé remarquable, le site du Pottelberg est repris en 1776 sur la Carte de Ferraris.

« Les bois du Pottelberg abritent la frontière ancestrale entre les parlers franc, roman et flamand. La densité de la forêt fut telle, qu'au milieu du seizième siècle, les gueux des bois y trouvent refuge avant d'assaillir Audenaarde. »

Selon la Région Wallonne, une sablière était exploitée au siècle dernier, dans le bois du Pottelberg.

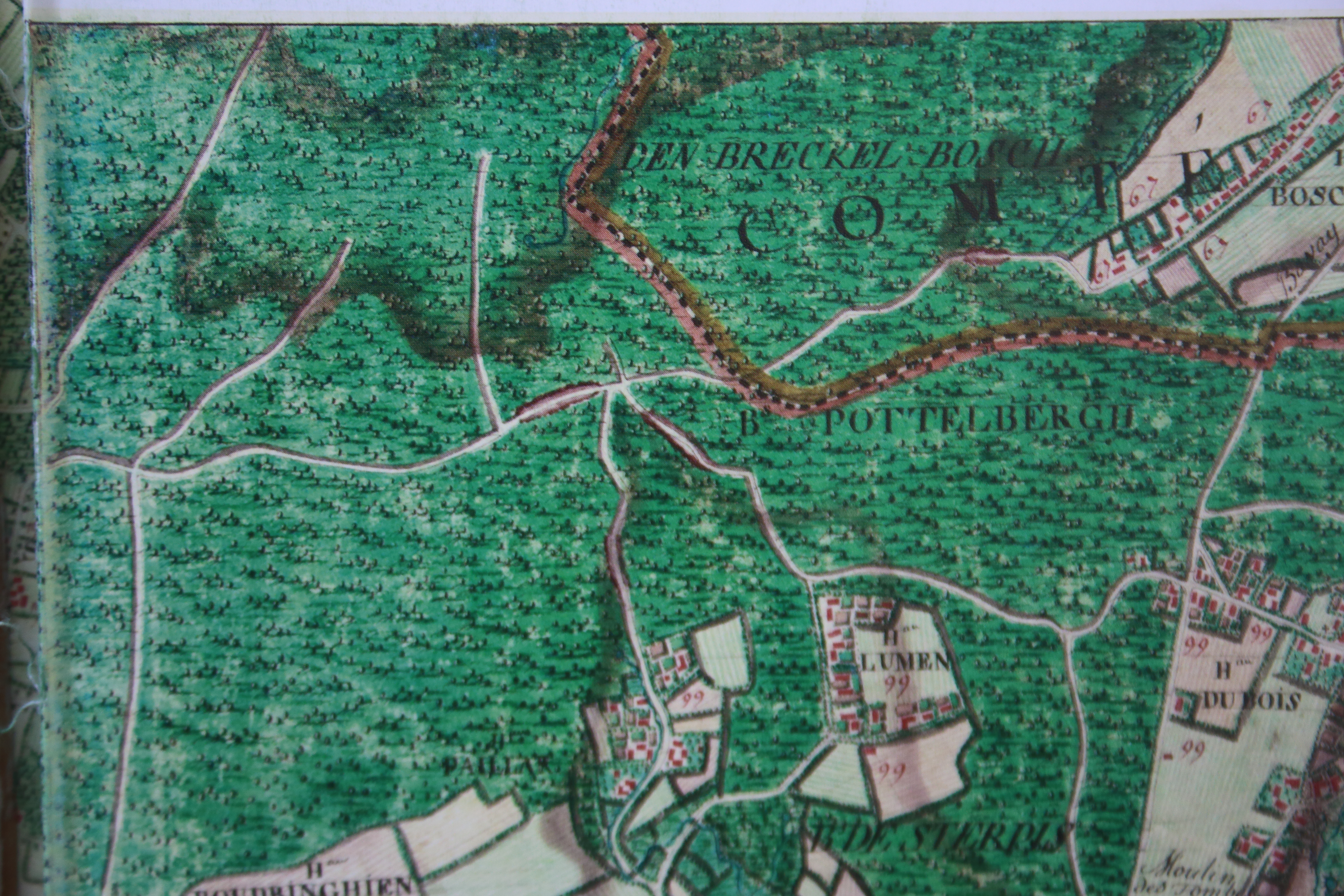
Le bois sur une carte de Ferraris
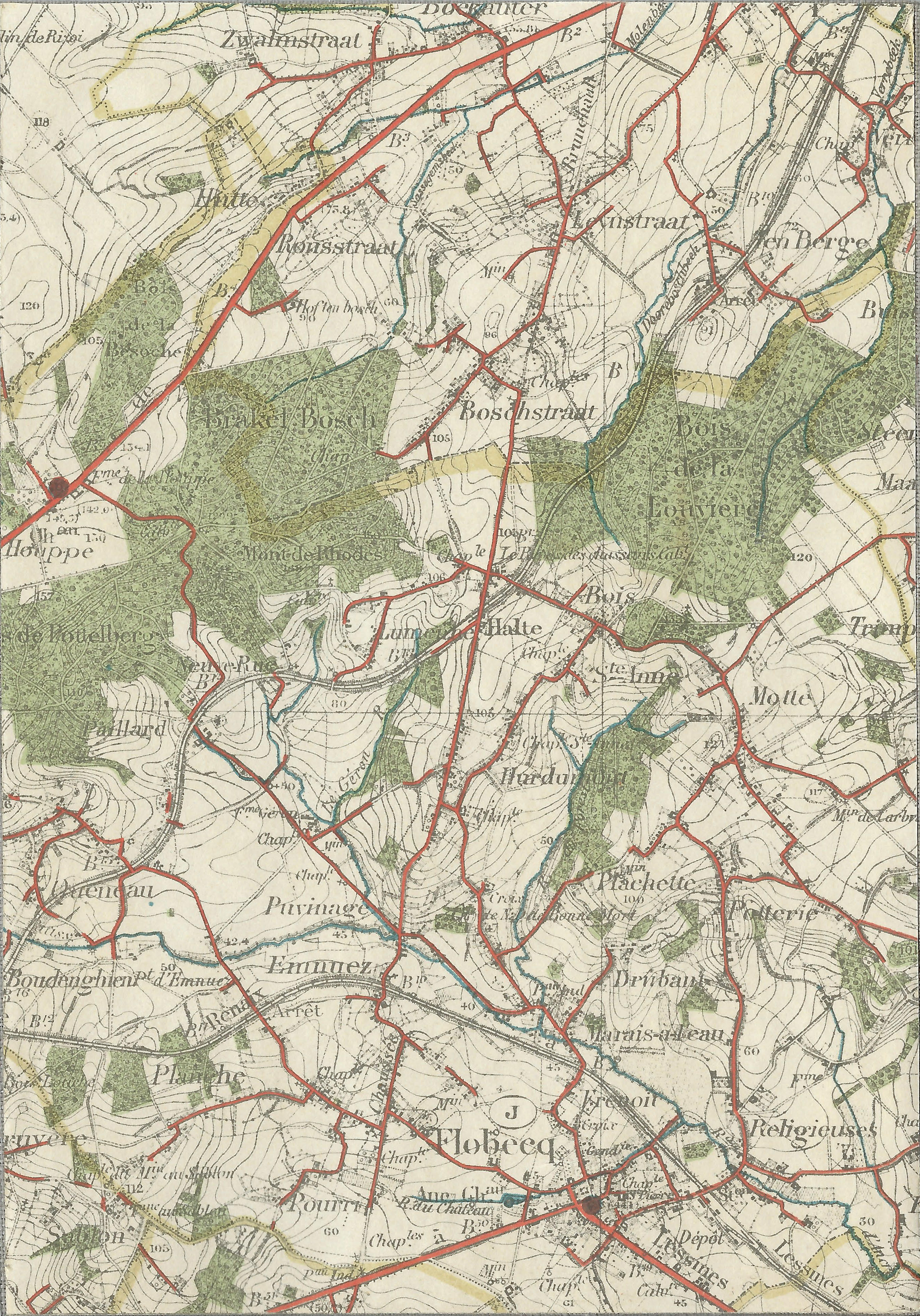
Carte topographique de 1922 (Institut cartographique militaire, Musée du bois de la Cambre).

## Activités

### Tourisme
Haut lieu de la goguette et de la ducasse, on recensait en 1999 plus de vingt établissements horeca au Pottelberg.
Le sentier de grande randonnée 122 passe par le Pottelberg.

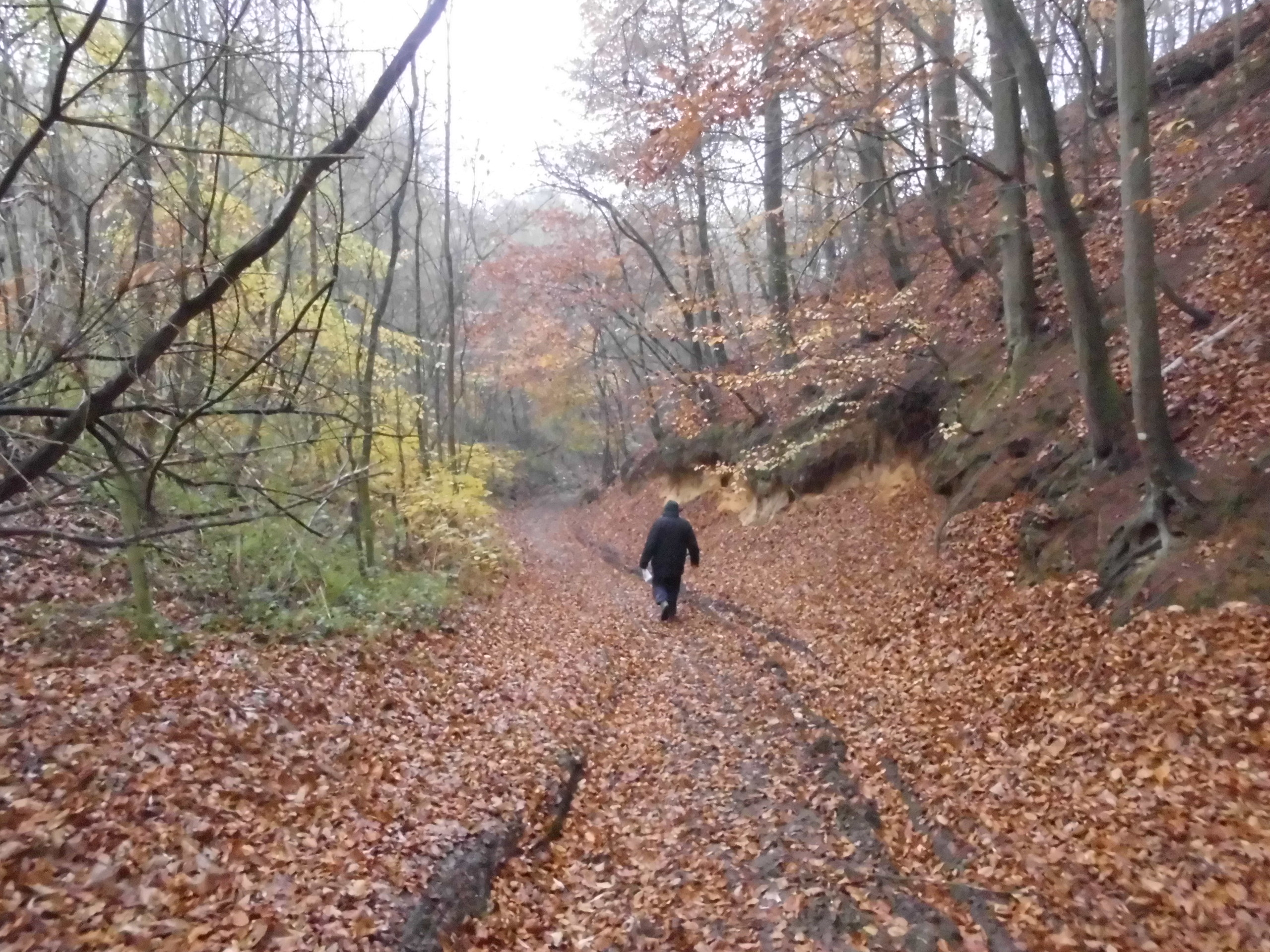
Le bois en automne
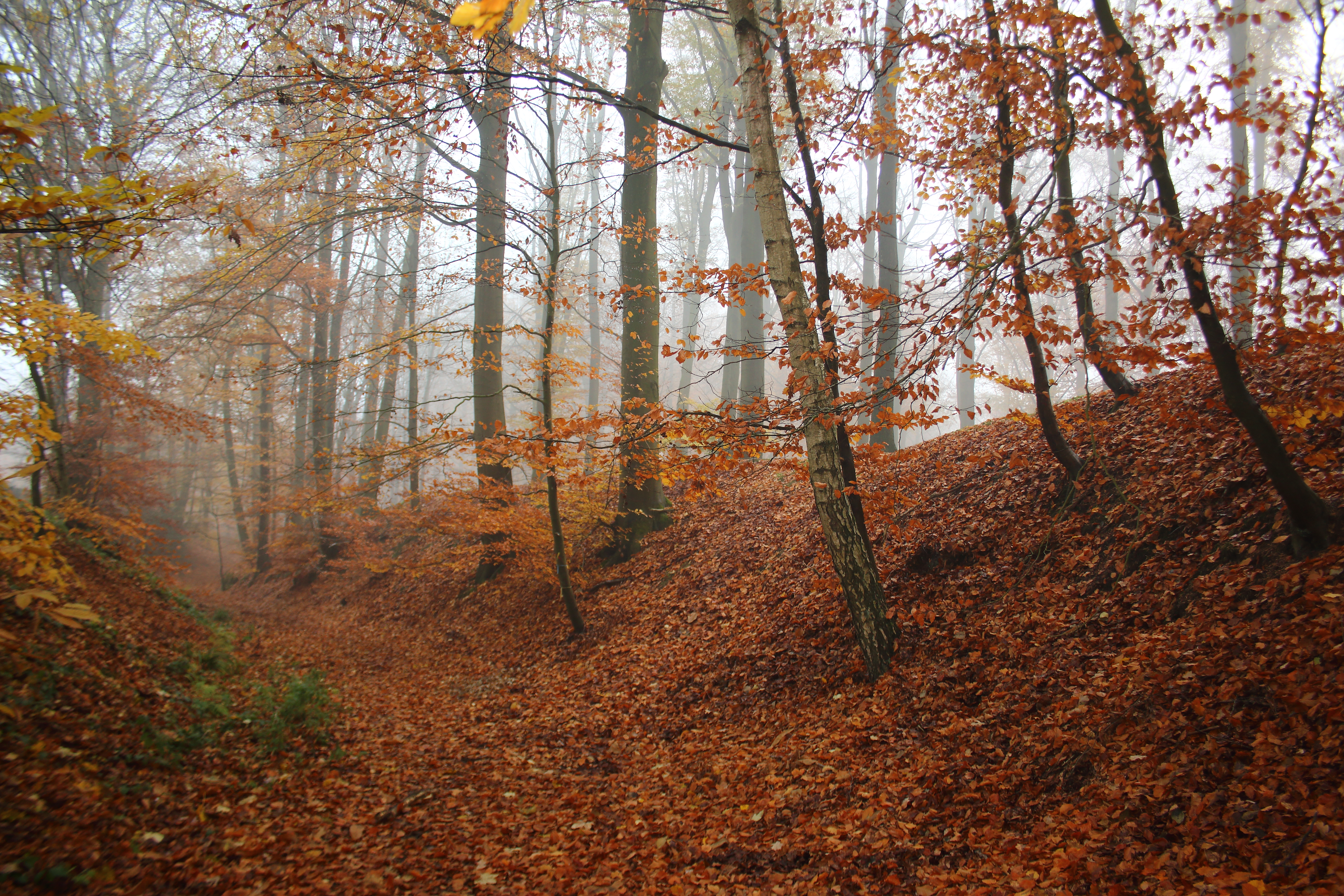

### Cyclisme
En cyclisme, le nom Pottelberg est également utilisé pour une côte utilisée pour gravir le Pottelberg. La pente se termine en dessous du sommet du Hoppeberg. Le versant du Hoppeberg rejoint le versant du Pottelberg au niveau de la chapelle de La Houppe.
Le Pottelberg est également utilisé pour l'ascension appelée bois de La Houppe.
La côte est connue de la course cycliste Omloop Het Volk. Elle a été incluse dans cette course 15 fois (1991, 1992, 1994-2000, 2005, 2006, 2008-2010). Elle est également grimpée dans le cadre de la E3 BinckBank Classic, auquel cas elle appelée La Houppe dans le carnet de course.
En 2017, elle fut parcourue pour la première fois lors du Tour des Flandres, entre le Mur de Grammont et le Kanarieberg. Auparavant, elle le fut dans le Tour des Flandres espoirs 2015.
Plus à l'est, les collines de la côte du Hurdumont (nl), des Plachettes (nl) et de La Potterée (nl) s'élèvent également sur la même crête depuis le sud.